# Nils Wulf

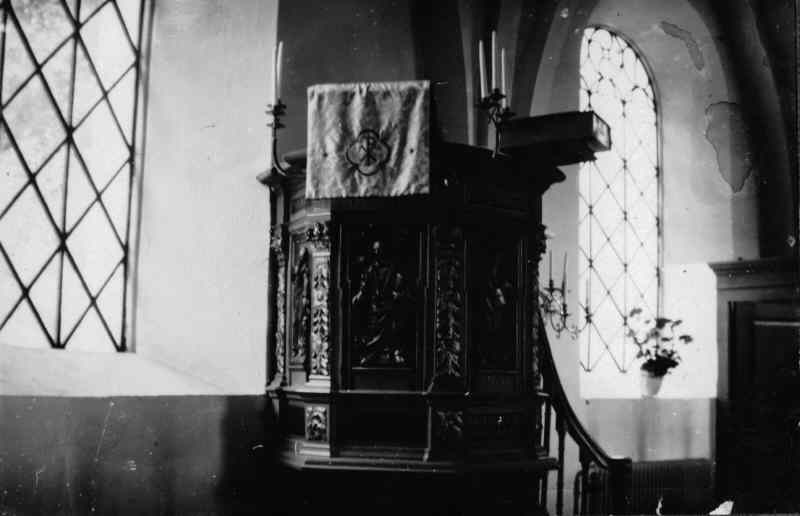
Predikstolen i Borgeby kyrka.

Nils Wulf var en svensk bildhuggare och snickare verksam under 1600-talets senare del. 
Wulf var lärogosse i Valentin Klagholtz verkstad i Malmö 1688 och blev mästare på 1690-talet. Wulf blev en flitigt anlitad snickare och bildhuggare och utförde arbeten i tjugosju kyrkor mellan 1695 och 1708. Hans arbeten består av altartavlor, predikstolar, dopfuntar, altarskrank, läktare, klockare- och skriftestolar, bänkinredningar, panelverk samt kistor, skåp, bord´och stolar för sakristiornas möblering samt likbårar. Den första altartavla som man via dokument kan knyta till Wulf är den ej bevarade altartavlan i Östra Grevie kyrka som han färdigställde 1703. Två år senare utförde han en altartavla till Västra Vemmerlövs kyrka som försågs med en målning av Anton von Köhlen. En snarlik altaruppsats tillverkade han 1706 för Lockarps kyrka som målades 1711. Till Äspö kyrka utförde han från den Wulfska verkstaden en predikstol 1703 som via dokument från kyrkans räkenskaper kan tillskrivas Wulf predikstolen målades senare av Didrik Liitken. Han är troligen även upphovsman till predikstolen i Borgeby kyrka som levererades från Malmö 1705. På Wulfs verkstad utfördes också en predikstolsbaldakin med snidad utsirade dekor som 1702 hängdes upp över predikstolen i Fosie kyrka, och samtidigt satte han också upp på predikstolen en del bildhuggarprydnader, som han förfärdigat till denna. För Lomma kyrka utförde han 1698 en dopfunt och 1700 en dopfunt till Västra Ingelstads kyrka tyvärr är ingen av dopfuntarna bevarade. I Skabersjö kyrka utförde Wulf reparationer på den gamla altartavlan med dess bildhuggeri 1697 och 1701 reparerade han predikstolen i Hyllie kyrka. Dessutom utförde han  1696–1708 ett flertal altarskrank, bänkinredningar, läktare samt skrifte- och klockarstolar som mer var rent snickeriarbete än bildhuggeri. För förvaring av mässkläder, silver, böcker med mera tillverkade Wulf ett antal skåp och kistor som motsvarar våra moderna kassaskåp till sin funktion. Wulfs konstnärliga produktion som bildhuggare anknyter till barocken och inom denna det avsnitt som kallas akantusbarocken, som mot 1600-talets slut följde på den så kallade broskbarocken. Han arbetade med en flack reliefdekor med änglahuvud, blommor och blad framför allt akantusblad. Hans altartavlor har enligt stilens schema sprängd gavel, krönt med en putto, flankerad av två liggande putto, samt vingar i genombruten akantusprydnad.